# Frances Hodgson Burnett
Frances Eliza Hodgson Burnett (ur. 24 listopada 1849 w Cheetham Hill, zm. 29 października 1924 w Plandome) – brytyjska powieściopisarka, autorka sztuk teatralnych.

## Życiorys
Urodziła się w Cheetham Hill (obecnie część Manchesteru) 24 listopada 1849. Otrzymała imię Frances Eliza Hodgson. W wieku szesnastu lat, po śmierci ojca, przeniosła się do USA. Frances wyszła za mąż za doktora Swana Burnetta w 1873. Rozwiodła się z nim w 1898, a dwa lata później wyszła za mąż za Stephena Townsenda. To małżeństwo przetrwało tylko dwa lata. Miała dwoje dzieci.
Zadebiutowała opowiadaniem opublikowanym w 1865. Pisała głównie opowiadania dla kobiecych czasopism, m.in. „Godey’s Lady’s Book”, „Scribner’s Magazine”. Dzięki nim mogła poprawić poziom życia rodzeństwa. Pierwszą powieść Panna Lowrie, opisującą życie górników opublikowała w 1877. Jej powieści i dramaty poruszały problematykę społeczną.
Rozgłos i powodzenie przyniósł jej utwór dla dzieci Mały lord, który stał się bestsellerem swoich czasów, powieść była również adaptowana jako sztuka teatralna.
Burnett napisała 39 powieści, głównie dla dzieci, a także wspomnienia z młodości pt. Leśna boginka (1893). Twórczość dla dzieci przyniosła autorce trwałą sławę, a niektóre jej utwory – tłumaczone na wiele obcych języków – nadal cieszą się powodzeniem. Do najbardziej znanych należą Mały lord, Mała księżniczka i Tajemniczy ogród.
Pisarka mieszkała w Great Maytham Hall.

## Dzieła
Wybrane powieści:
- 1886: Mały lord („Little Lord Fauntleroy”)
- 1893: Leśna boginka („The One I knew the Best of All: A Memory of the Mind of the Child”)
- 1895: Mali wędrowcy / Mali pielgrzymi („Two Little Pilgrims' Progress. A Story of the City Beautiful”)
- 1901: Sekret markizy („The Making of a Marchioness”)
- 1905: Mała księżniczka („A Little Princess: Being the Whole Story of Sara Crewe Now Told for the First Time)”
- 1907: Tajemnica dworu w Stornham („The Shuttle”)
- 1909: Kraina błękitnych kwiatów („Land of the Blue Flower”)
- 1911: Tajemniczy ogród („The Secret Garden”)
- 1912: Słodkie lwiątko („The Cozy Lion”)
- 1915: Zaginiony książę („The Lost Prince”)
- Panna szlachetnego rodu
- Klejnoty ciotki Klotyldy